# ARA Cormorán (Q-15)
Le ARA Cormorán (Q-15) est un navire océanographique de la Marine argentine pour le Servicio de Hidrografia Naval de Buenos Aires.

## Histoire
Sa coque est en bois de cèdre avec structure en métal et superstructure en aluminium. Depuis sa mise en service, il a mené de nombreuses campagnes avec des mesures de forage et de courants, d'échantillons d'eau et de fond, etc.
En 2010, il a apporté son soutien aux travaux hydrographiques du navire uruguayen ROU Sirius dans le Río de la Plata. En 2012, il a effectué des levés bathymétriques dans le río de la Plata Interieur, à l'appui du service d'hydrographie de la marine . Les mêmes tâches ont été remplies en 2013 dans les rivières Ibicuy et Pavón et en 2014 dans le canal de Magdalena.

### Note et référence
- (es) Cet article est partiellement ou en totalité issu de l’article de Wikipédia en espagnol intitulé « ARA Cormorán (Q-15) » (voir la liste des auteurs).